# Internazionali d'Italia 1995
Italian Open 1995 — тенісний турнір, що проходив на відкритих кортах з ґрунтовим покриттям. Належав до серії ATP Super 9 в рамках Туру ATP 1995, а також до серії Tier I в рамках Туру WTA 1995. І чоловічі, і жіночі змагання відбулись на Foro Italico в Римі (Італія). Жіночий турнір тривав з 8 до 14 травня, а чоловічий - з 15 до 22 травня 1995 року. Томас Мустер і Кончіта Мартінес здобули титул в одиночному розряді.

## Фінальна частина

### Одиночний розряд, чоловіки
Томас Мустер —  Серхі Бругера 3–6, 7–6(7–5), 6–2, 6–3
- Для Мустера це був 5-й титул за сезон і 29-й - за кар'єру.

### Одиночний розряд, жінки
Кончіта Мартінес —  Аранча Санчес Вікаріо 6–3, 6–1
- Для Мартінес це був 4-й титул за сезон і 28-й — за кар'єру.

### Парний розряд, чоловіки
Цирил Сук /  Даніель Вацек —  Ян Апелль /  Йонас Бйоркман 6–3, 6–4
- Для Сука це був 2-й титул за сезон і 13-й - за кар'єру. Для Вацека це був 2-й титул за сезон і 8-й - за кар'єру.

### Парний розряд, жінки
Джиджі Фернандес /  Наташа Звєрєва —  Кончіта Мартінес /  Патрісія Тарабіні 3–6, 7–6, 6–4
- Для Фернандес це був 3-й титул за сезон і 58-й — за кар'єру. Для Звєрєвої це був 2-й титул за сезон і 57-й — за кар'єру.